# Melinakiragunasi, Sorab
Melinakiragunasi là một làng thuộc tehsil Sorab, huyện Shimoga, bang Karnataka, Ấn Độ.